# Johan Kücükaslan
Johan Kücükaslan, född 15 augusti 1985 i Botkyrka församling, är en svensk sportjournalist.
Kücükaslan arbetar som sportjournalist på Sveriges Television och har varit anställd där i två omgångar. Han har även arbetat för TV4 Media och Viaplay Group.
År 2020 nominerades han i två kategorier i Svenska fans pris för sportjournalister Guldskölden: årets sportreporter och årets sportjobb.
Tillsammans med sin yngre syster, sportjournalisten Jennifer Kücükaslan, tävlade han i TV-programmet På spåret säsongen 2023.